# Georg Grupp

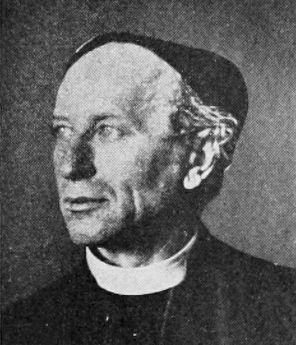
Georg Grupp (1917)

Georg Grupp (* 25. Mai 1861 in Böhmenkirch, Württemberg; † 21. August 1922 in Maihingen, Bayern) war ein deutscher Theologe, Historiker und Bibliothekar.

## Leben
Georg Grupp besuchte ab 1872 das Gymnasium in Rottweil. Von 1881 bis 1885 studierte er am Tübinger Wilhelmsstift Philosophie und katholische Theologie, dazu betrieb er auch historische, juristische und staatswissenschaftliche Studien an der Eberhard Karls Universität. Grupp war Mitglied der Theologengesellschaft Guelfia. Noch vor dem Abschluss des Theologiestudiums wurde er zum Dr. phil. promoviert. 1885 bis 1886 besuchte er das Priesterseminar Rottenburg. 1886 wurde er zum Priester geweiht. Nach kurzer Tätigkeit als Schlosskaplan in Mittelbiberach wurde er 1887 zum Kustos der Fürstlich Oettingisch-Wallersteinischen Fideikommiss-Bibliothek in Maihingen bestellt. Ab 1891 avancierte Grupp zum Leiter der fürstlichen Bibliothek und Kunstsammlungen. 1910 wurde er schließlich zum fürstlichen Rat ernannt.

## Werk
Grupps Hauptinteressengebiet wurde die Kulturgeschichte im Sinne des 19. Jahrhunderts. Er unternahm mehrere große Forschungsreisen durch Deutschland und Europa. Mehrere, zum Teil umfangreiche kulturhistorische Schriften gelten als Hauptwerke seiner fruchtbaren schriftstellerischen Tätigkeit. Dazu zählen das zweibändige Werk über System und Geschichte der Kultur (1891/1892) und eine ebenfalls zunächst in zwei Bänden erschienene Kulturgeschichte des Mittelalters (1894/1895). Diese wurde in der zweiten Auflage (1906 ff) auf sechs Bände erweitert und gilt als sein Hauptwerk. Grupps Darstellung der Kulturgeschichte der römischen Kaiserzeit erschien 1903/1904 in zwei Bänden. 1905 veröffentlichte er Kultur der alten Kelten und Germanen. Mit einem Rückblick auf die Urgeschichte und 1906 Der deutsche Volks- und Stammescharakter im Lichte der Vergangenheit. Reise- und Kulturbilder.
Daneben forschte und publizierte Grupp umfangreich zur Geschichte des Hauses Oettingen. Unter anderem bearbeitete und veröffentlichte er Regesten zur Oettingischen Geschichte.
Seine in mehreren Versionen vorliegende Autobiographie wird zurzeit von dem Kirchenhistoriker Dominik Burkard ediert.